# Heilig Kreuz (Oberfinning)

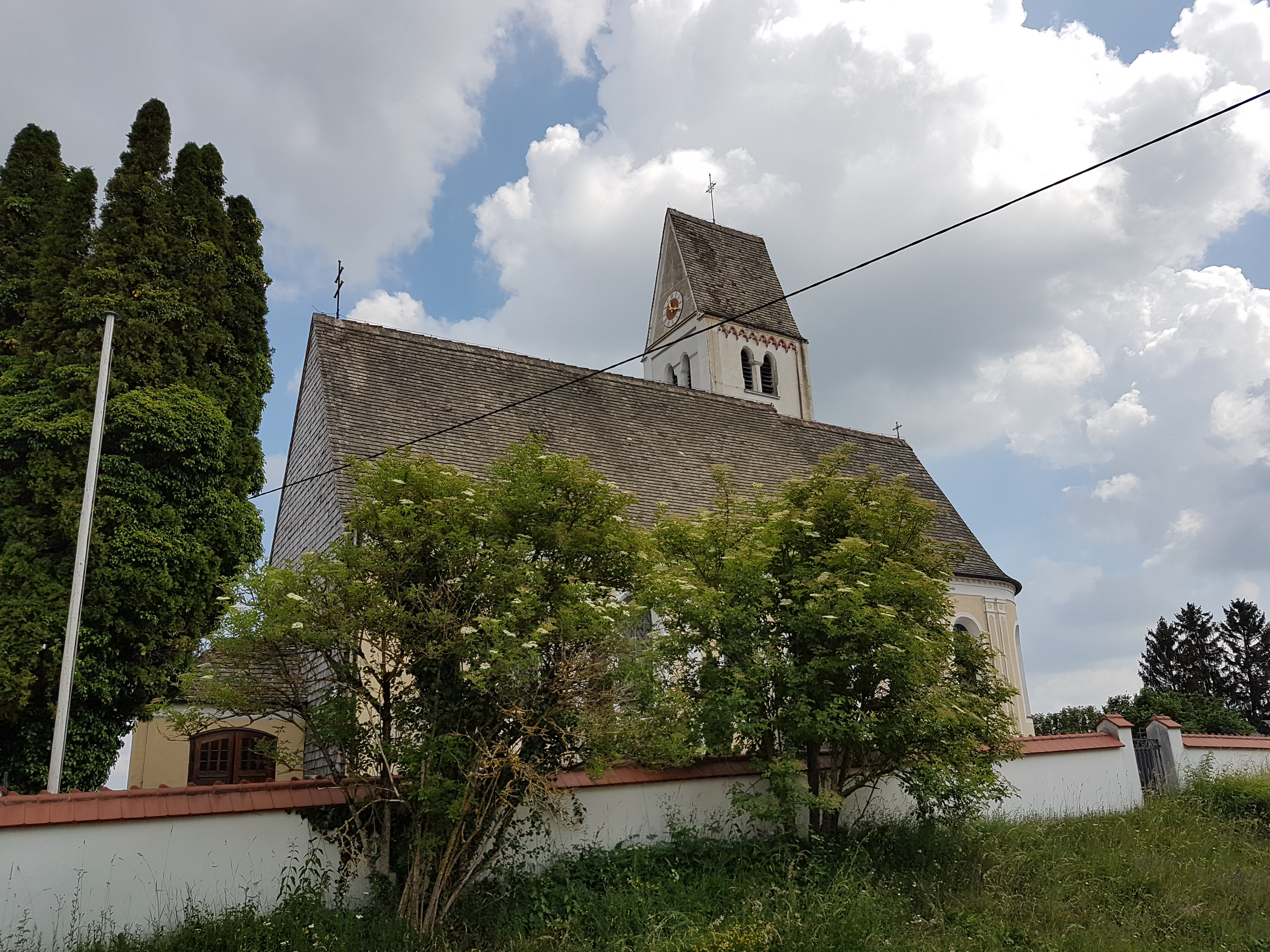
Pfarrkirche Heilig Kreuz von Südwesten

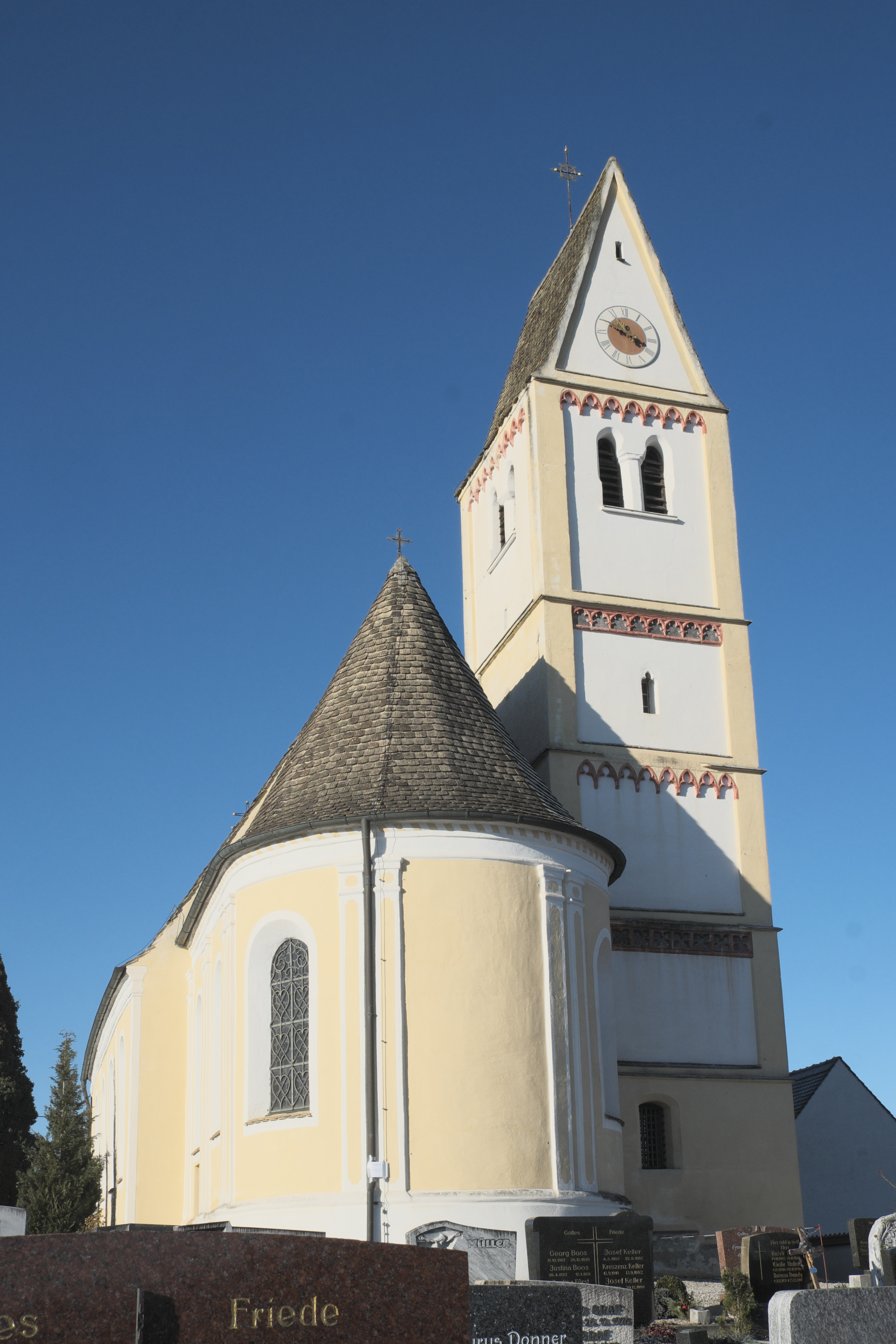
Pfarrkirche Heilig Kreuz von Osten

Die katholische Pfarrkirche Heilig Kreuz in Oberfinning, dem Hauptort der Gemeinde Finning im oberbayerischen Landkreis Landsberg am Lech, ist ein gotischer Saalbau aus der zweiten Hälfte des 15. Jahrhunderts, der in der Mitte des 18. Jahrhunderts im Stil des Rokoko umgestaltet wurde. Die Kirche gehört zur Pfarreiengemeinschaft Windach im Bistum Augsburg. Das Gebäude steht auf der Liste der geschützten Baudenkmäler in Bayern.

## Geschichte
In der zweiten Hälfte des 15. Jahrhunderts wurden das Langhaus, das um 1710 verändert wurde, und der Turm errichtet. Der Chor wurde 1754 an das spätgotische Langhaus angefügt. In den Jahren 1751 bis 1754 erhielt der Innenraum einen Stuckdekor im Stil des Rokoko, der vermutlich nach Entwürfen des aus Landsberg am Lech stammenden Baumeisters und Stuckateurs Nikolaus Schütz von Georg Dötl aus Obermühlhausen ausgeführt wurde. Die Deckenmalereien schuf der in Dießen am Ammersee tätige Karl Vorhölzer um 1850. Renovierungen wurden 1978 außen und von 1980 bis 1982 sowie 1993/94 im Inneren vorgenommen.

## Architektur

### Außenbau
Im nördlichen Chorwinkel steht der mit einem steilen Satteldach gedeckte, fünfgeschossige Turm, der im Glockengeschoss auf allen vier Seiten gekuppelte Klangarkaden aufweist. Die Stockwerke werden durch Blendfelder gegliedert, die von Gesimsen mit gotischen Maßwerkfriesen gerahmt werden. Westlich des Turms ist eine mit einem Pultdach gedeckte Sakristei angebaut. An die verschindelte Westfassade ist ein Vorzeichen mit Walmdach angefügt.
Langhaus und Chor werden von hohen Rundbogenfenstern durchbrochen, unter dem Dachansatz verläuft ein kräftiges Traufgesims. Die Außenwände des Chors werden durch flache Doppelpilaster gegliedert, die Lisenen am Langhaus sind aufgemalt.

### Innenraum

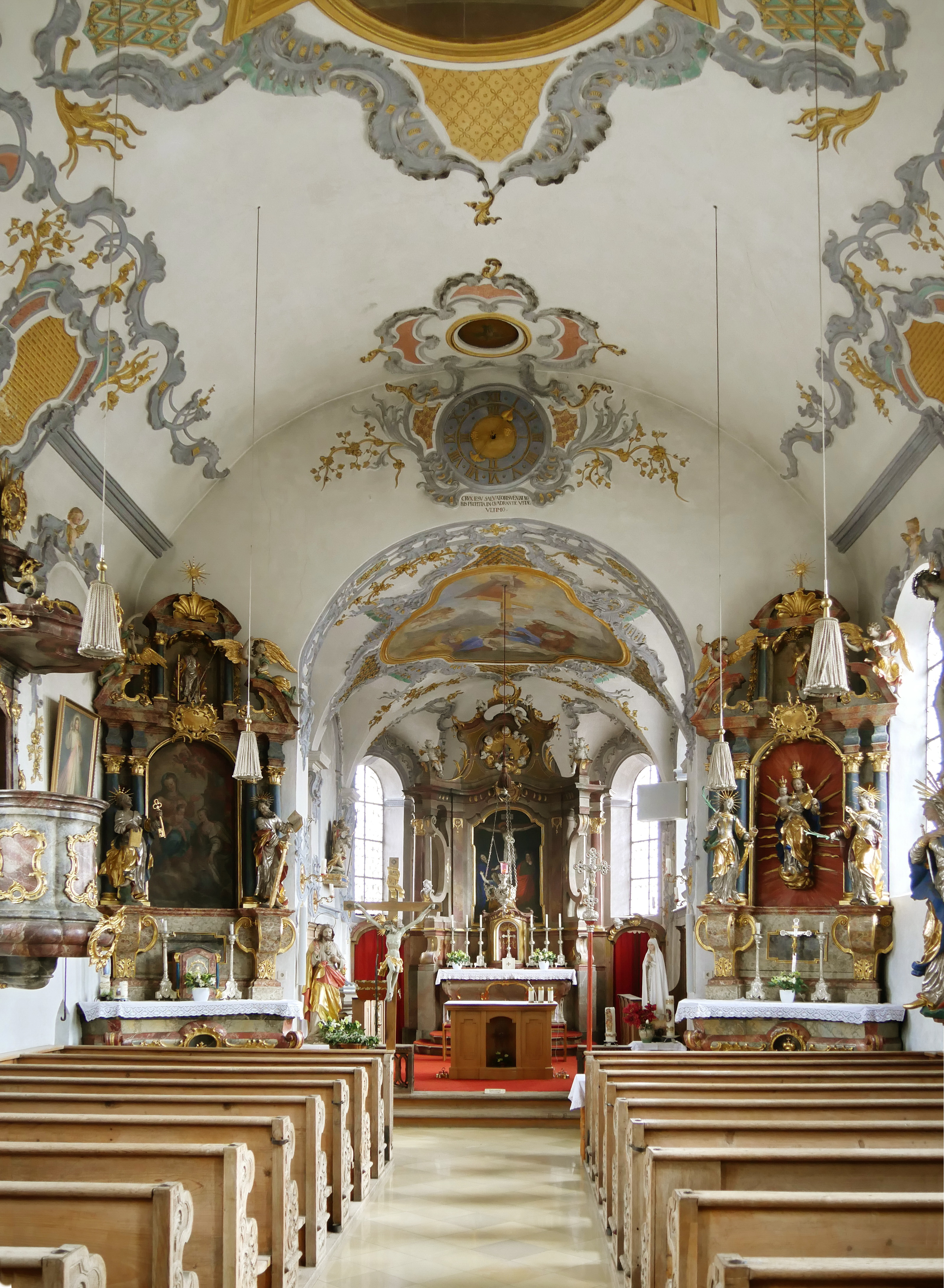
Innenraum, Blick zum Chor

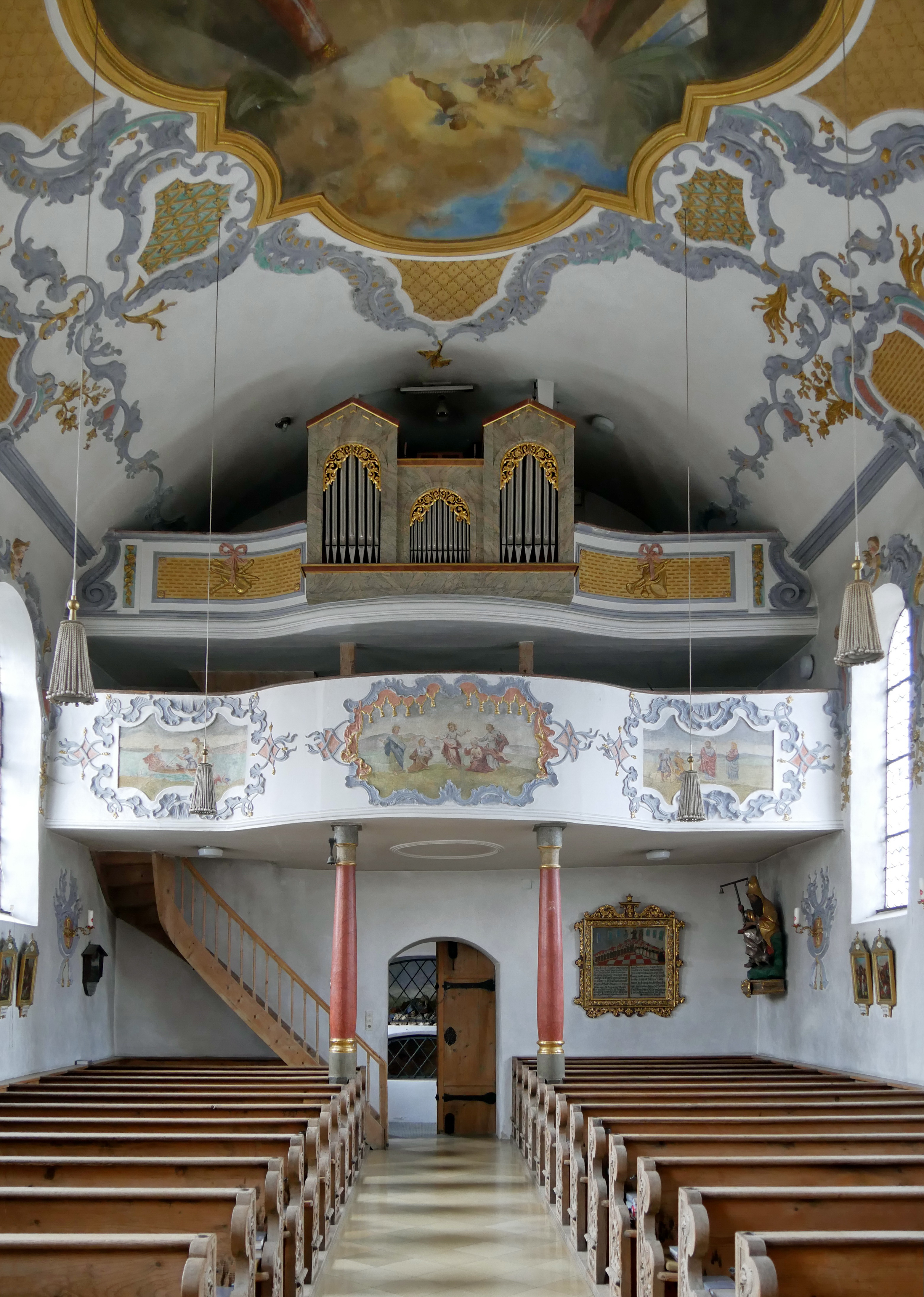
Innenraum, Blick zur Empore

Das vierjochige Langhaus besitzt ein Tonnengewölbe, im zweijochigen, halbrund geschlossenen Chor ist dieses mit Stichkappen durchsetzt. Im Westen ist eine Doppelempore mit ausschwingenden Brüstungen eingebaut, deren Etagen minimale Stehhöhe aufweisen. Die Malereien an der unteren Emporenbrüstung stellen Szenen aus dem Leben Jesu und der Apostel dar, die wohl auch von Karl Vorhölzer stammen.

## Orgel

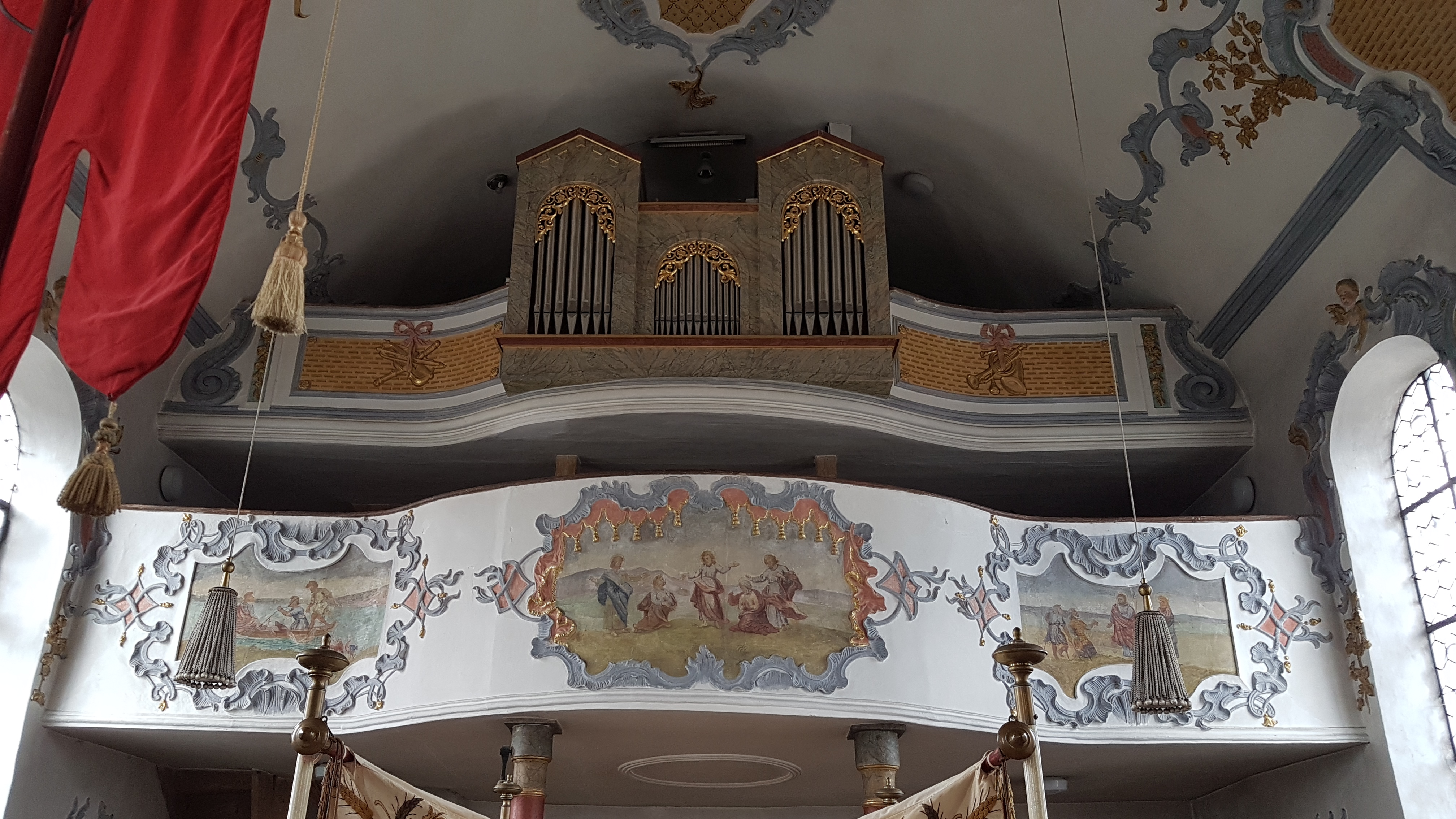
Orgelempore

Auf der oberen Empore befindet sich die im Stil der Neuromanik ausgeführte Orgel, erbaut um 1870.

## Stuck und Deckenmalereien
Der gesamte Innenraum ist von Rokokostuck in Form von Laubwerk, Rocaillen, Brokat- und Gitterfeldern überzogen. Im Chor ist der von 1751 bis 1754 gefertigte Frührokoko-Stuck reicher gestaltet als im Langhaus. Die farbige Smaltefassung wurde 1980/82 wieder erneuert. Die Deckenmalereien am Chorgewölbe zeigen die Kreuzabnahme Jesu, das Deckengemälde im Langhaus stellt die Kreuzauffindung dar.

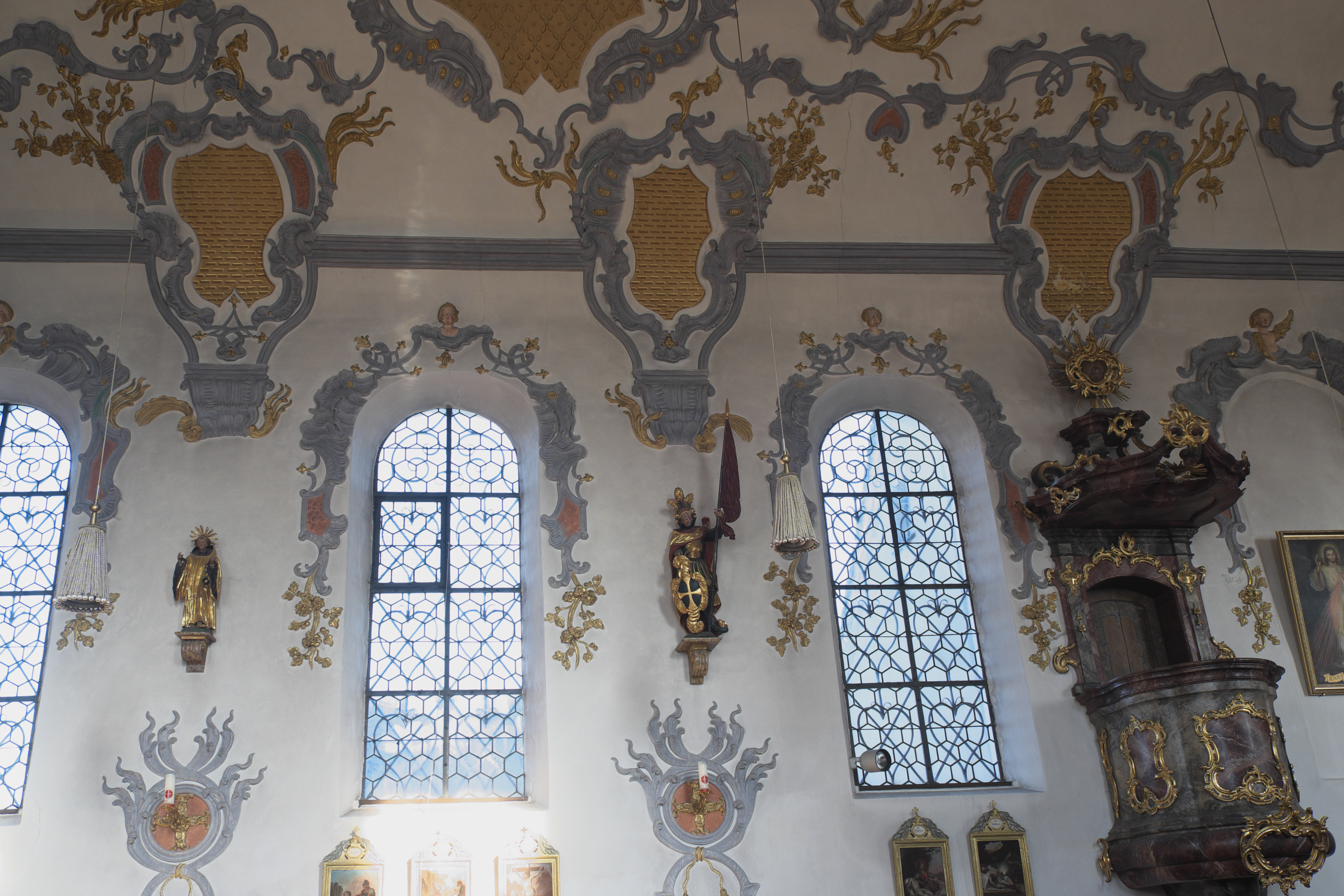
Stuckdekor im Langhaus
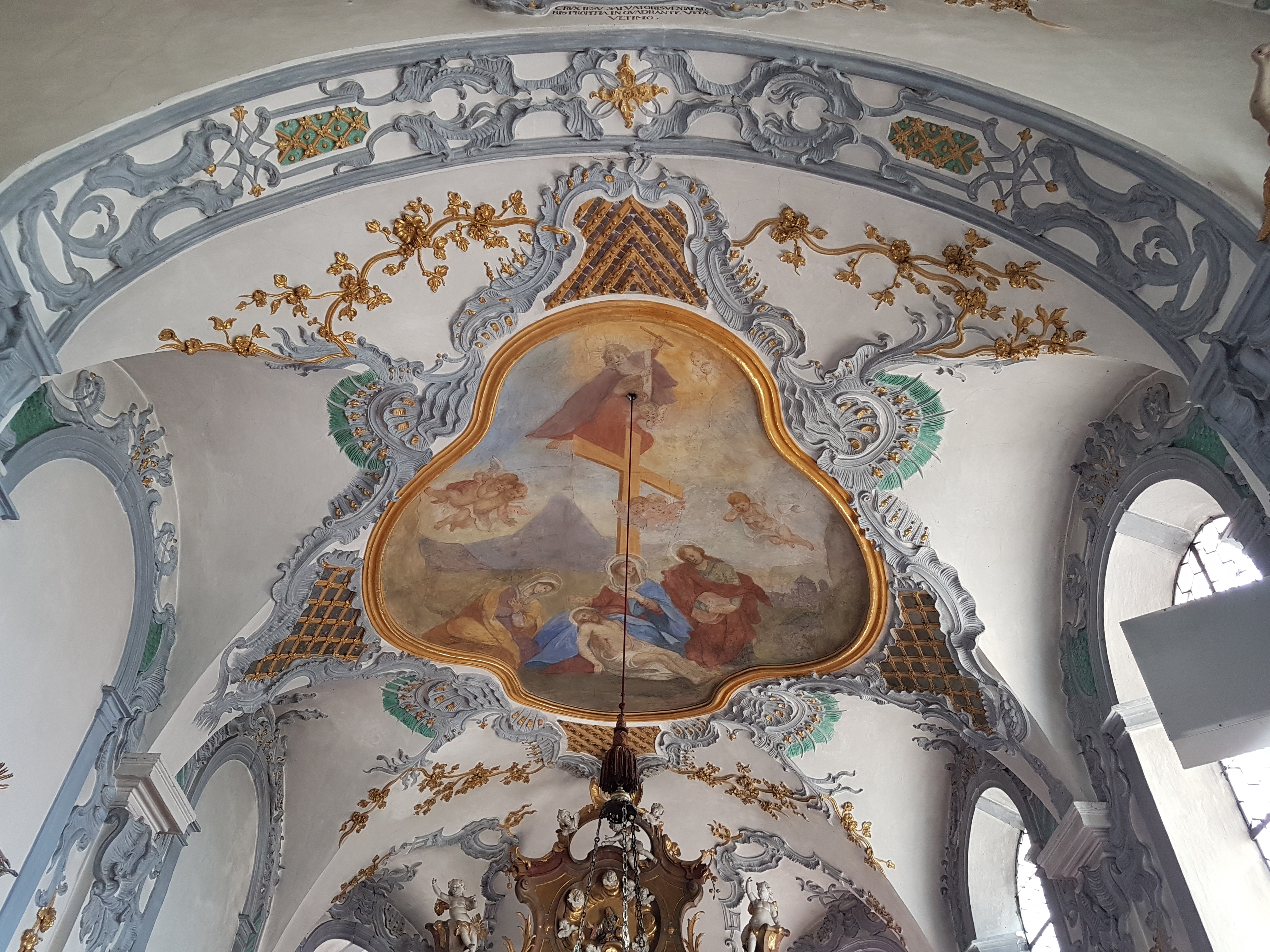
Kreuzabnahme, Stuckdekor im Chor
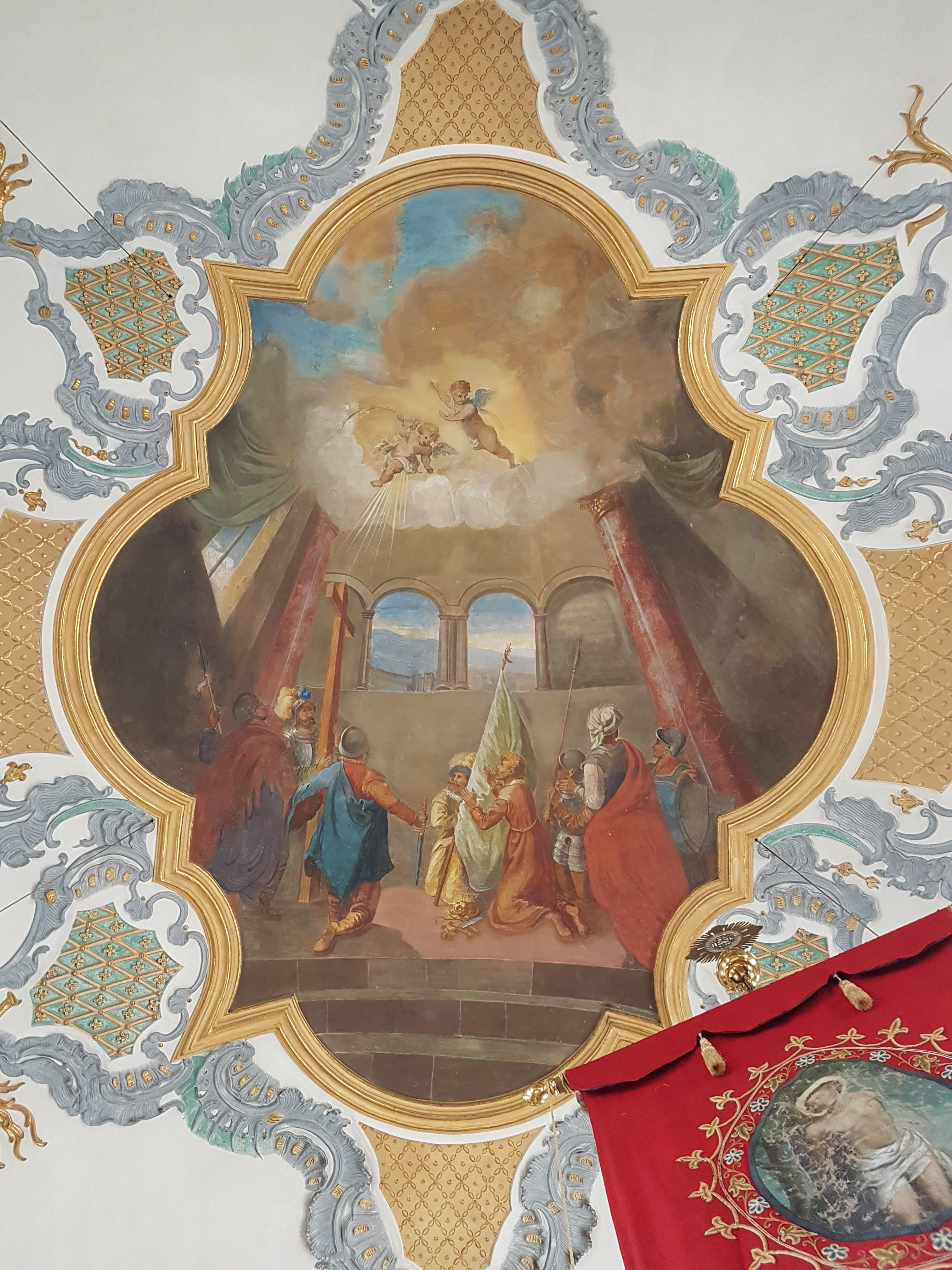
Kreuzauffindung

## Ausstattung

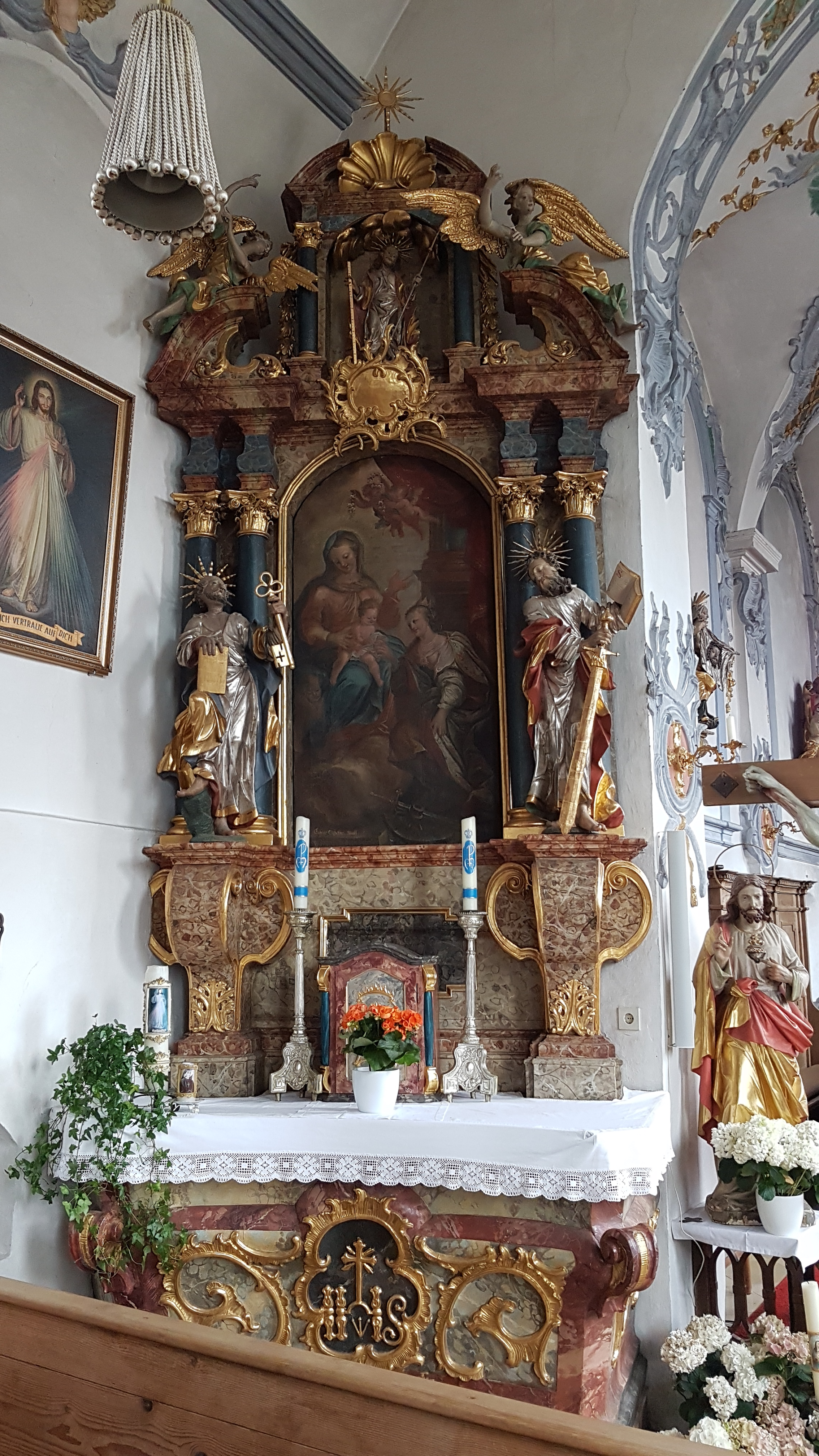
Linker Seitenaltar von Lorenz Luidl, 1710

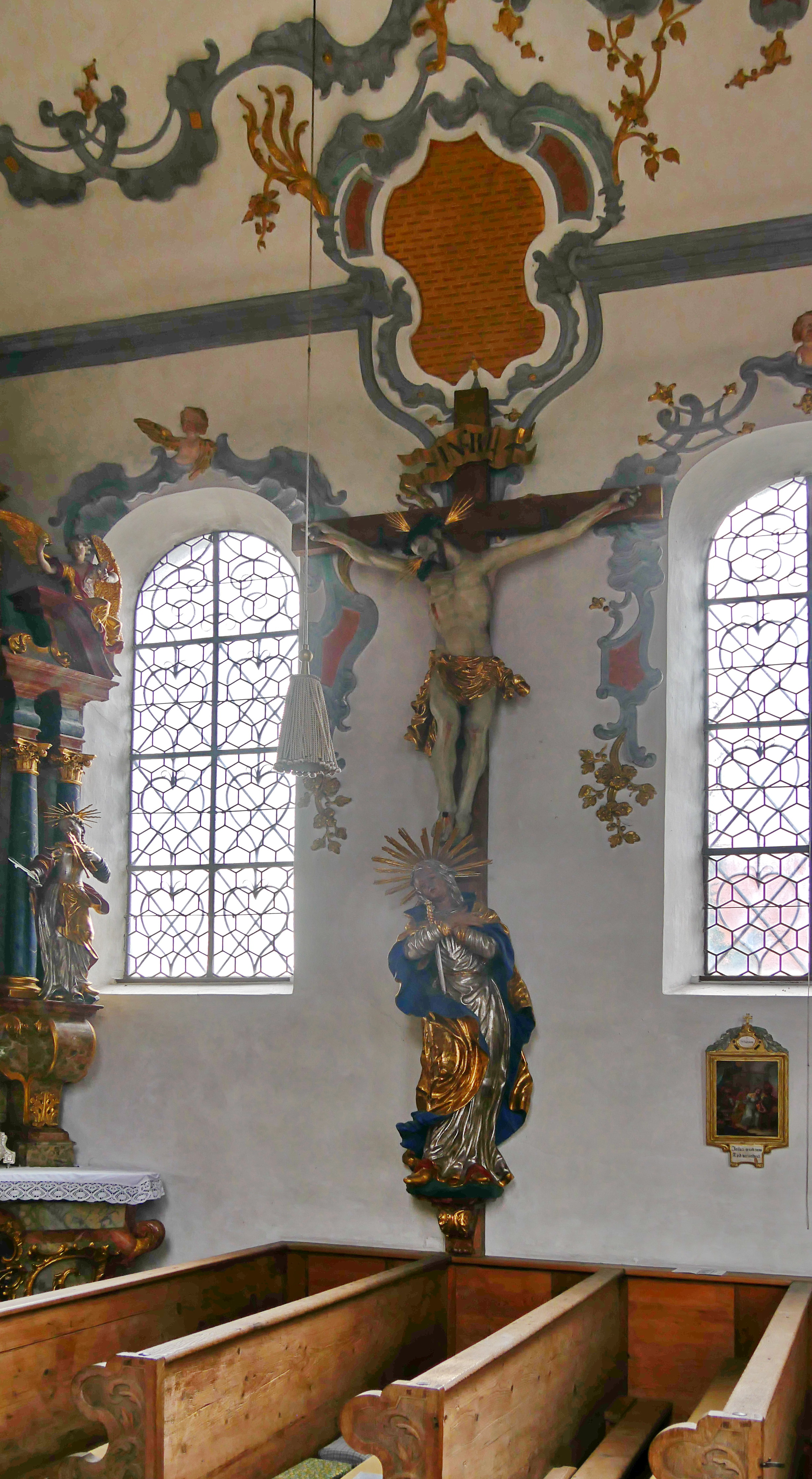
Luidl-Kruzifx und Mater dolorosa

- Der 1789 aus Stuckmarmor gefertigte Hochaltar ist im Übergangsstil vom Spätrokoko zum Frühklassizismus gehalten. Das Altarblatt zeigt Jesus am Kreuz mit Maria, Johannes und Maria Magdalena.
- An der nördlichen Chorwand stehen auf Konsolen die von Lorenz Luidl gefertigte Taufgruppe Jesu und die heilige Veronika mit dem Schweißtuch.
- Die 1710 gefertigten Seitenaltäre mit hochbarocken Nachklängen stammen ebenfalls von Lorenz Luidl. Das Altarblatt links zeigt die heilige Katharina vor Maria, assistiert von den Aposteln Petrus und Paulus, der rechte Altar zeigt eine gekrönte Mondsichelmadonna, assistiert von der heiligen Apollonia und der heiligen Barbara.
- Das bedeutendste Kunstwerk stellt das monumentale, circa fünf Meter hohe, ausdrucksvolle Kruzifix mit einer Mater Dolorosa von Johann Luidl dar.
- Die Spätrokoko-Kanzel aus den 1780er Jahren kam zeitgleich mit dem Hochaltar in die Kirche.
- Die Figuren des Erzengels Michael, des heiligen Georg, des heiligen Hubertus und eines Mönchs an den Langhauswänden wurden von Lorenz Luidl geschaffen.
- Von Lorenz Luidl stammen auch die Figur des heiligen Antonius als Eremit unter der Empore und eine Ölberggruppe im Vorzeichen.
- Die vierzehn Kreuzwegtafeln wurden 1826 von Peter Schmid aus Pflugdorf gemalt.
- Unter der Empore hängt eine Votivtafel aus dem Jahr 1615 mit einem aufwändig geschnitzten Renaissancerahmen.

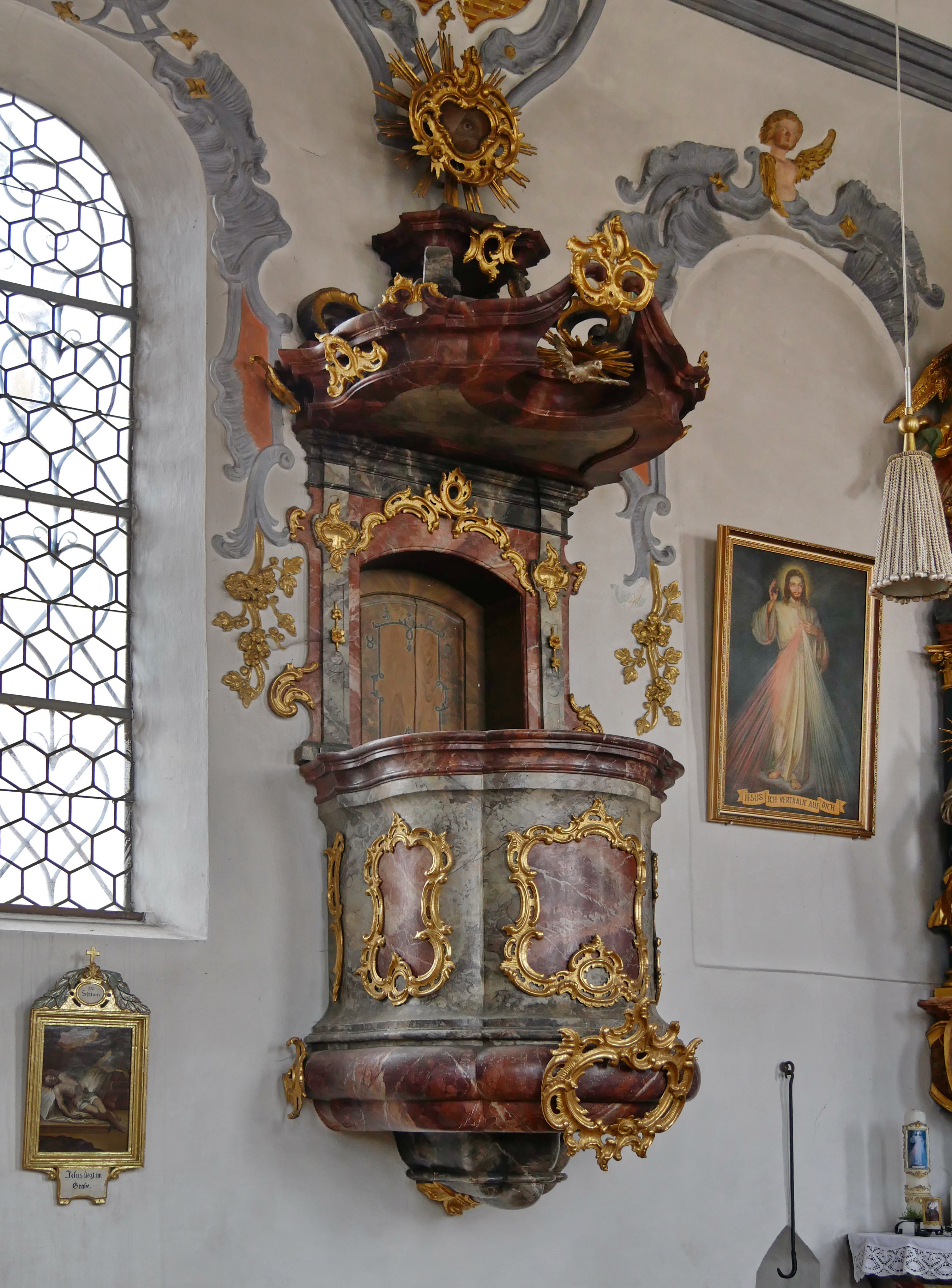
Kanzel
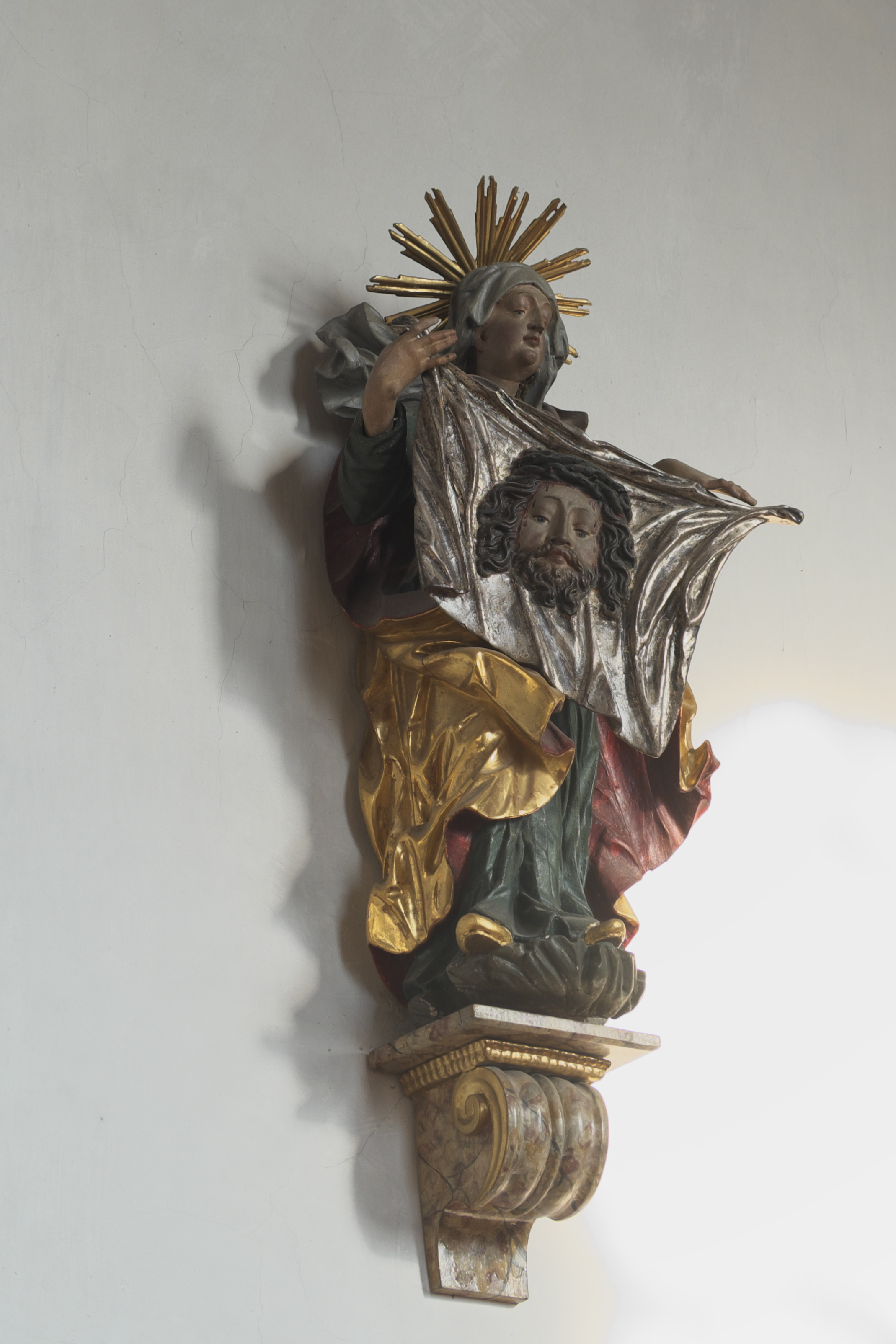
Heilige Veronika
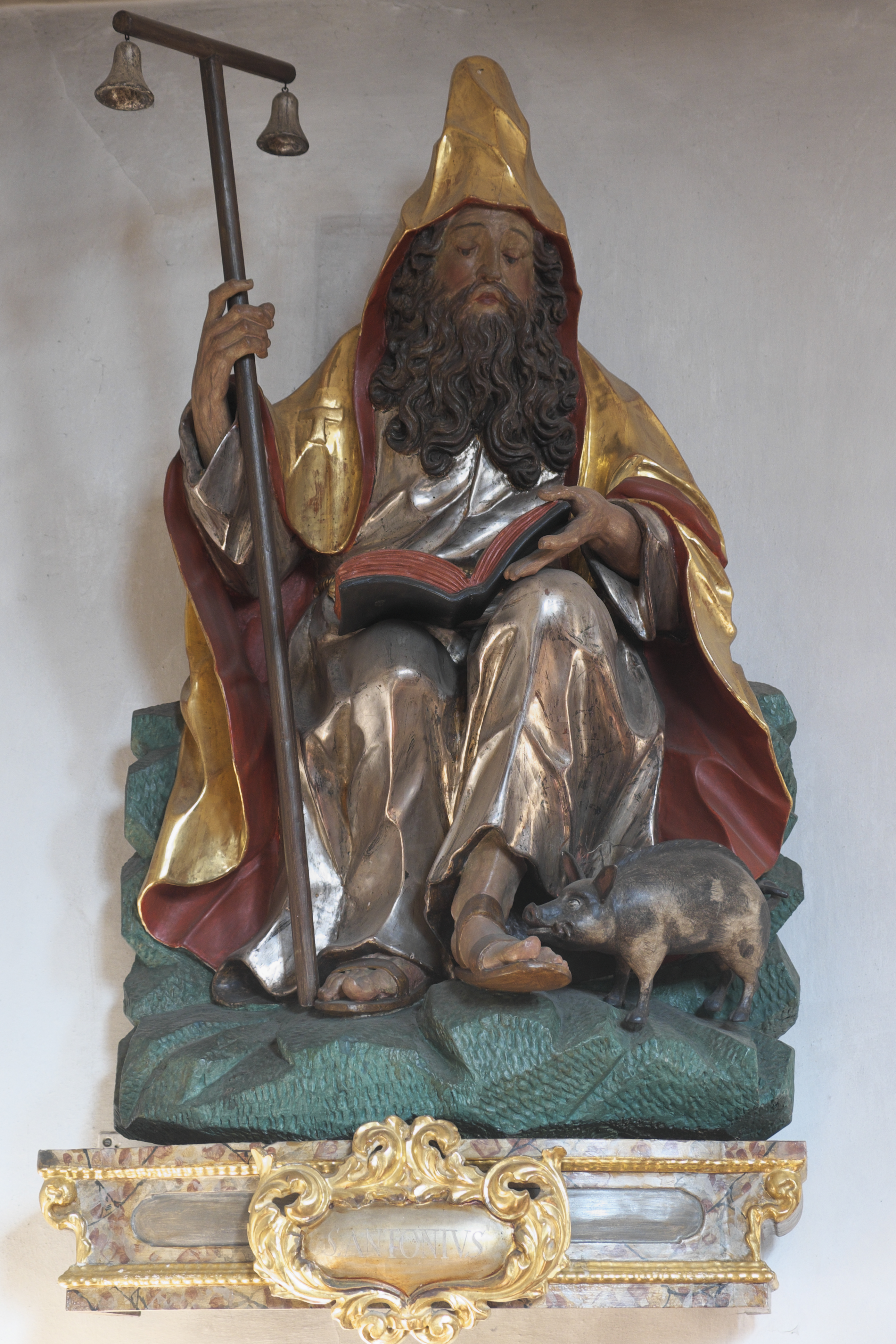
Heiliger Antonius
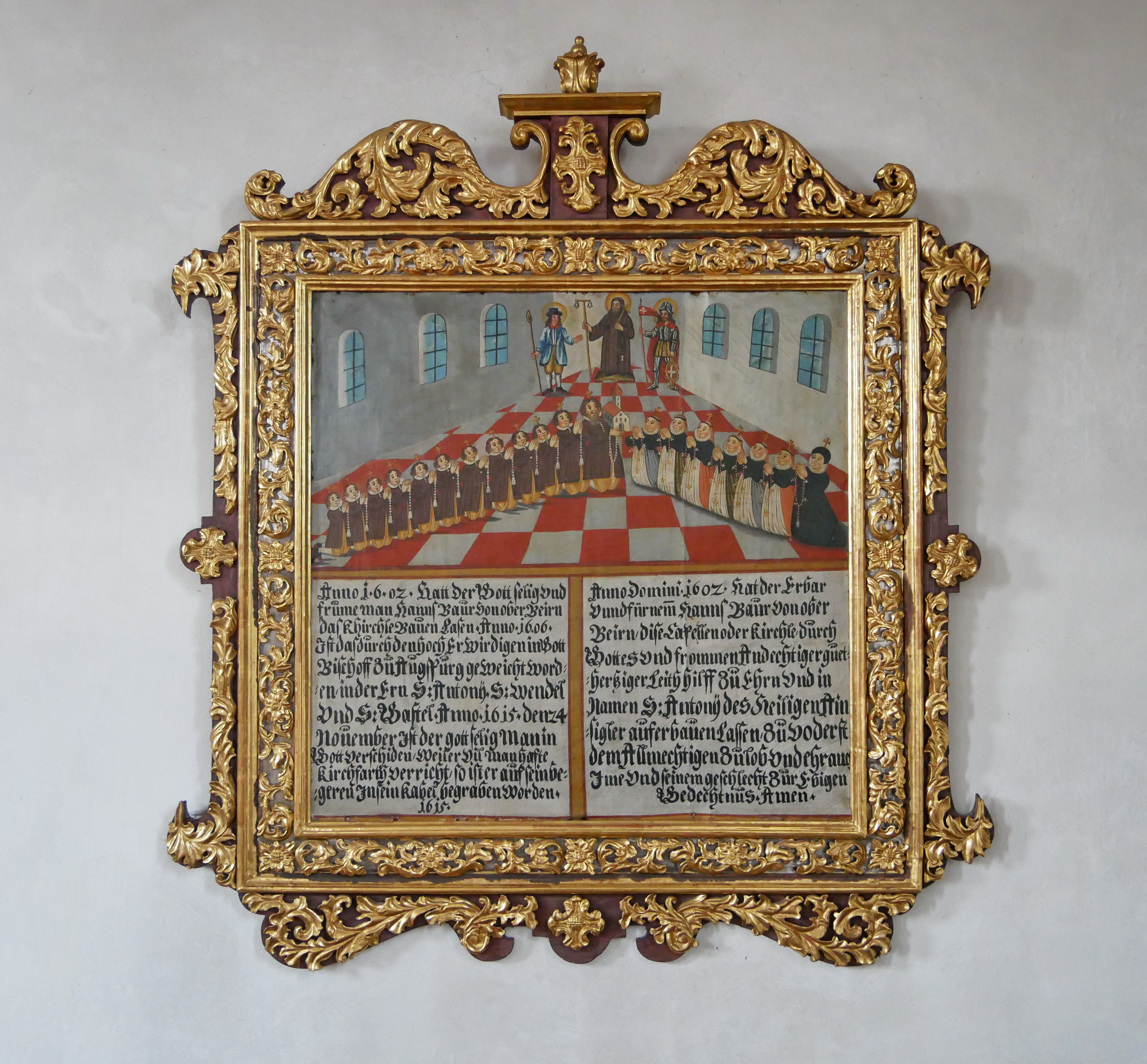
Votivtafel von 1615